# Land (film 2018)
Land è un film del 2018 diretto da Babak Jalali.

## Trama
Una famiglia di nativi americani riceve la notizia della morte del figlio che è andato in missione in Afghanistan. Nell'attesa che arrivi la salma del fratello, Wesley, con problemi di alcolismo, viene massacrato da due ragazzi bianchi e finisce in ospedale.

## Distribuzione
Il film è stato presentato in anteprima al Festival di Berlino 2018, successivamente al Torino Film Festival 2018, poi distribuito nelle sale cinematografiche italiane a partire dal 21 febbraio 2019.